# Xã Sugarloaf, Quận Sebastian, Arkansas
Xã Sugarloaf (tiếng Anh: Sugarloaf Township) là một xã thuộc quận Sebastian, tiểu bang Arkansas, Hoa Kỳ. Năm 2010, dân số của xã này là 1.657 người.